# Djurgårdens Idrottsförening Fotboll 2018
Questa voce raccoglie le informazioni riguardanti il Djurgårdens Idrottsförening Fotboll, meglio conosciuto come Djurgårdens IF o semplicemente Djurgården, nelle competizioni ufficiali della stagione 2018.

## Maglie e sponsor
Le divise sono prodotte, come avviene a partire dagli anni '70, da Adidas. Prioritet Finans è main sponsor per il quinto anno consecutivo.
La prima maglia presenta le classiche righe verticali di colore blu scuro su uno sfondo blu chiaro. La seconda maglia è bianca con una trama composta da un'alternanza di linee orizzontali di un bianco leggermente più scuro, oltre ad altri inserti blu. La terza maglia è di colore blu scuro con alcune sottili linee verticali azzurre.
| Casa | Trasferta | Terza divisa |

## Rosa
| N. |                                 | Ruolo | Calciatore                       |
| -- | ------------------------------- | ----- | -------------------------------- |
| 1  | Svezia (bandiera)               | P     | Andreas Isaksson (vice capitano) |
| 2  | Svezia (bandiera)               | D     | Johan Andersson                  |
| 3  | Svezia (bandiera)               | D     | Marcus Danielson                 |
| 4  | Svezia (bandiera)               | D     | Jacob Une Larsson                |
| 5  | Norvegia (bandiera)             | D     | Niklas Gunnarsson                |
| 6  | Svezia (bandiera)               | C     | Jesper Karlström                 |
| 7  | Svezia (bandiera)               | C     | Dzenis Kozica                    |
| 8  | Svezia (bandiera)               | C     | Kevin Walker                     |
| 9  | Bosnia ed Erzegovina (bandiera) | C     | Haris Radetinac                  |
| 10 | Svezia (bandiera)               | C     | Kerim Mrabti                     |
| 11 | Svezia (bandiera)               | C     | Jonathan Ring                    |
| 12 | Svezia (bandiera)               | A     | Omar Eddahri                     |
| 13 | Svezia (bandiera)               | D     | Jonas Olsson (capitano)          |

| N. |                     | Ruolo | Calciatore            |
| -- | ------------------- | ----- | --------------------- |
| 14 | Svezia (bandiera)   | C     | Besard Sabović        |
| 15 | Svezia (bandiera)   | D     | Jonathan Augustinsson |
| 17 | Svezia (bandiera)   | C     | Hampus Finndell       |
| 18 | Zambia (bandiera)   | C     | Edward Chilufya       |
| 19 | Armenia (bandiera)  | A     | Yura Movsisyan        |
| 19 | Svezia (bandiera)   | C     | Nicklas Bärkroth      |
| 20 | Senegal (bandiera)  | A     | Aliou Badji           |
| 21 | Svezia (bandiera)   | A     | Erik Johansson        |
| 22 | Svezia (bandiera)   | D     | Felix Beijmo          |
| 23 | Norvegia (bandiera) | C     | Fredrik Ulvestad      |
| 24 | Zimbabwe (bandiera) | A     | Tino Kadewere         |
| 30 | Svezia (bandiera)   | P     | Tommi Vaiho           |
| 35 | Svezia (bandiera)   | P     | Oscar Jonsson         |

## Risultati

### Allsvenskan

#### Girone di andata
| Arbitro: | Stefan Johannesson |

|  |           |               |
|  | Marcatori | 13’ Danielson |

| Arbitro: | Magnus Lindgren |

|               |           |               |
| Danielson 29’ | Marcatori | 54’ Andersson |

| Arbitro: | Jonas Eriksson |

|                               |           |  |
| Lindkvist 16’ Elyounoussi 46’ | Marcatori |  |

| Arbitro: | Mohammed Al-Hakim |

|                                        |           |  |
| Kadewere 46’ Kadewere 77’ Kozica 90+2’ | Marcatori |  |

| Arbitro: | Glenn Nyberg |

|                          |           |                    |
| Lundevall 9’ Jönsson 90’ | Marcatori | 21’ Ring 45’ Badji |

| Arbitro: | Martin Strömbergsson |

|                   |           |                         |
| Walker 77’ (rig.) | Marcatori | 3’ Tanković 90+1’ Dibba |

| Arbitro: | Andreas Ekberg |

|                |           |  |
| Strandberg 59’ | Marcatori |  |

| Arbitro: | Glenn Nyberg |

|            |           |  |
| Omondi 28’ | Marcatori |  |

| Arbitro: | Magnus Lindgren |

|              |           |  |
| Kadewere 55’ | Marcatori |  |

| Arbitro: | Kristoffer Karlsson |

|                           |           |  |
| Kadewere 67’ Mrabti 90+1’ | Marcatori |  |

| Arbitro: | Mohammed Al-Hakim |

|           |           |                               |
| Hysén 75’ | Marcatori | 3’ Mrabti 22’ Beijmo 54’ Ring |

| Arbitro: | Jonas Eriksson |

|                 |           |                                                                |
| Ogbu 88’ (rig.) | Marcatori | 23’ Kadewere 77’ Ring 86’ Kadewere 90’ Kadewere 90+3’ Kadewere |

| Arbitro: | Andreas Ekberg |

|               |           |            |
| Radetinac 14’ | Marcatori | 67’ Skrabb |

| Arbitro: | Kaspar Sjöberg |

|  |           |                 |
|  | Marcatori | 4’ Augustinsson |

| Arbitro: | Glenn Nyberg |

|                             |           |              |
| Une Larsson 41’ Badji 90+3’ | Marcatori | 15’ Paulinho |

| Arbitro: | Mohammed Al-Hakim |

|           |           |            |
| Badji 76’ | Marcatori | 80’ Wilson |

#### Girone di ritorno
| Malmö 16ª giornata | Malmö FF | – Anticipata al 3 maggio | Djurgården | Stadion |

| Arbitro: | Andreas Ekberg |

|                                                                       |           |  |
| Mohammed 41’ Paulinho 43’ (rig.) Paulinho 51’ Mohammed 64’ Hammar 73’ | Marcatori |  |

| Arbitro: | Magnus Lindgren |

|  |           |                               |
|  | Marcatori | 35’ Fejzullahu 63’ Fejzullahu |

| Arbitro: | Stefan Johannesson |

|                                |           |                        |
| Ulvestad 69’ (rig.) Kozica 81’ | Marcatori | 59’ Dyer 61’ Lundevall |

| Arbitro: | Mohammed Al-Hakim |

|           |           |                                    |
| Rodić 65’ | Marcatori | 20’ Mrabti 59’ Radetinac 89’ Badji |

| Arbitro: | Kaspar Sjöberg |

|  |           |                        |
|  | Marcatori | 51’ Sandberg Magnusson |

| Arbitro: | Bojan Pandžić |

|  |           |                                    |
|  | Marcatori | 42’ Mrabti 43’ Mrabti 90+5’ Kozica |

| Arbitro: | Granit Maqedonci |

|          |           |            |
| Berg 89’ | Marcatori | 23’ Mrabti |

| Arbitro: | Magnus Lindgren |

|  |           |                         |
|  | Marcatori | 13’ Mukiibi 48’ Widgren |

| Arbitro: | Kaspar Sjöberg |

|                      |           |           |
| Danielson 10’ (aut.) | Marcatori | 69’ Badji |

| Stoccolma 21 ottobre 2018, ore 15:00 26ª giornata | Djurgården         | 0 – 0 referto | AIK | Tele2 Arena\| Arbitro: \| Stefan Johannesson \| |
| Arbitro:                                          | Stefan Johannesson |               |     |                                                 |

| Arbitro: | Johan Hamlin |

|            |           |                  |
| Gerzić 53’ | Marcatori | 44’ (aut.) Rogić |

| Arbitro: | Kristoffer Karlsson |

|                    |           |  |
| Badji 9’ Badji 45’ | Marcatori |  |

| Arbitro: | Magnus Lindgren |

|            |           |                    |
| Awad 45+2’ | Marcatori | 28’ Badji 90’ Ring |

| Arbitro: | Adam Ladebäck |

|            |           |  |
| Walker 13’ | Marcatori |  |

### Svenska Cupen 2017-2018

#### Gruppo 3
| Arbitro: | Antti Kanerva |

|                                                                                   |           |  |
| Radetinac 16’ Mrabti 33’ Augustinsson 48’ Kadewere 51’ Kadewere 54’ Radetinac 90’ | Marcatori |  |

| Arbitro: | Magnus Lindgren |

|  |           |                |
|  | Marcatori | 80’ Gunnarsson |

| Arbitro: | Stefan Johannesson |

|            |           |  |
| Walker 84’ | Marcatori |  |

#### Fase finale
| Arbitro: | Mohammed Al-Hakim |

|              |           |  |
| Kadewere 77’ | Marcatori |  |

| Arbitro: | Andreas Ekberg |

|  |           |                         |
|  | Marcatori | 46’ Kadewere 67’ Mrabti |

| Arbitro: | Bojan Pandžić |

|                                     |           |  |
| Une Larsson 17’ Mrabti 47’ Ring 81’ | Marcatori |  |

### Svenska Cupen 2018-2019
| Arbitro: | Nermin Cisic |

|  |           |                                                          |
|  | Marcatori | 21’ Karlström 30’ Danielson 61’ Chilufya 62’ Une Larsson |

### UEFA Europa League 2018-2019

#### Turni preliminari
| Arbitro: | Miroslav Zelinka |

|             |           |                |
| Badji 90+4’ | Marcatori | 37’ Javors'kyj |

| Arbitro: | Rob Harvey |

|                                  |           |           |
| Pichal'onok 63’ Fomin 97’ (rig.) | Marcatori | 77’ Badji |